# Насір-хан Фарукі
Насір-хан Фарукі (урду ناصر خان; д/н — 18/19 вересня 1437) — 1-й султан Хандешу у 1399—1437 роках.

## Життєпис
Син Маліка Раджи Ахмада, сіпа-салара (намінсика) і фактичного правителя Талнера і Каранда. Замолоду разом з батьком брав учатсь у військових кампаніях. 1399 року перебрав владу, а невдовзі  з огляду на кризу, в яку поринув Делійський султанат, оголосив себе незалежним султаном.
У 1400 році він завоював фортецю Асіргарх в раджи Аси Ахіра, якого він убив. Переніс столицю до цього міста, пізніше переніс її до Бурханпуру. Держава отримала назву Асірського (Бурханпурського) султанату, а неофіційно (закарбувалася в історичних працях) — Хандеського від назви династії Фарукі-ханів. Активно маневрував між могутніми сусідами, союзником став Малавський султанат. Одна з доньок султана вийшла заміж за Хушанга, спадкоємця Малавського султанату. Разом з тим боровся проти напівнезалежних мусульманських феодалів, що також бажали самостійності.
1417 року атакував свого брата Маліка Іфтікара Хасана, намісника Талнера, що панував у цьому регіоні як незалежний монарх за підтримки гуджаратського султана Ахмед-шаха I. Насір-хан напав на нього і завоював Талнер, а Хасан був ув'язнений. Потім спільно з Хошанг Шахом вступився у протистояння з Гуджаратом, спочатку зумівши захопити місто Султанпур, але зрештою зазнав поразки і відступив до Талнера. Тут опинився в облозі. З огляду на складну ситуацію 1418 року Насір-хан визнав зверхність Ахмед-шаха I, а натомість отримав від того підтвердження панування, але з титулом хан. У 1419—1420-х роках малавський султан намагався ліквідувати гуджаратський вплив в Хандеші, проте марно. В результаті Насір-хан знову визнав зверхність Гуджарату.
У 1429 році видав одну зі своїх дочок заміж за спадкоємця Бахманідського султанату — Ахмада. Того ж року надав притулок Канхараджи, магараджі Джалаваду, що був васалом Гуджаратського султанату. Водночас звернувся по допомогу до Бахманідського султанату. Союзники напали на Нандурбар у Гуджараті. У 1430 році султан Гуджарату сплюндрував Хандеш у відповідь.
У 1435 році спільно з гуджаратським султаном Ахмед-шахом I та князівство Гарха виступив проти бахманідського султана Ахмад-шаха I, вдершись на північ. На бік союзників перейшли деякі місцеві сановники та військовики, внаслідок чого Насір-хану вдалося захопити місто Берар. Але потім у битвах біля Роханкхедагаті та при Лалінгу зазнав поразки від ворожого полководця Маліка аль-Туджара, а столиця Насір-хана — Бурханпур — була розграбована. Лише допомога з боку Гуджарату врятувало державу від повного знищення.
Помер 18 або 19 вересня 1437 року. Йому спадкував син Міран Аділ-хан I.